# StudioZ
StudioZ株式会社（英: StudioZ,Inc.）は、モバイルゲーム開発事業を主とする日本の企業。
boat合同会社の完全子会社。

## 概要
少数精鋭のチームでネイティブゲームのヒット作を狙うための開発を行うとともに、主力タイトル『エレメンタルストーリー』の運営を行うため、2016年にクルーズの完全子会社として設立。企業スローガンは「メチャクチャオモシロイをツクル」。
クルーズのゲーム事業撤退に伴い、2025年6月2日付で自社全株式をboatへ譲渡し同社の完全子会社となる。譲渡価額は2億円。

## ゲームサービス

### ネイティブゲーム
- エレメンタルストーリー（英: Elemental Story）（クルーズ株式会社より2015年配信、RPG）
- ホップステップジャンパーズ（2018年-2020年配信、ジャンピングARPG）
- SHAMAN KING ふんばりクロニクル（2021年-2023年配信、500年に1度のスマホRPG）
- PROJECT XENO（2023年配信、CROOZ Blockchain Labより運営権移管、ブロックチェーンゲーム）

### ソーシャルゲーム
- HUNTER×HUNTER バトルコレクション（ForGroove株式会社より2012年-2023年配信）
- HUNTER×HUNTER トリプルスターコレクション（ForGroove株式会社より2013年-2023年配信）